# America (Vorname)
America ist ein weiblicher Vorname. Er wird meist im Zusammenhang mit den Vereinigten Staaten von Amerika vergeben.

## Herkunft und Bedeutung
Der Name America hat seinen Ursprung im lateinischen Begriff Americanus. Dieser wurde erstmals im Jahr 1507 von dem Kartographen Martin Waldseemüller in seinem Werk Cosmographiae Introductio erwähnt. 
Er geht auf den Seefahrer und Entdecker Amerigo Vespucci zurück. Der Italiener navigierte zwei Reisen in die neue Welt und stellte später die Behauptung auf, sie entdeckt zu haben. 
Die Bedeutung im englischsprachigen Raum bezog sich zunächst auf die britischen Kolonien, später auf die Vereinigten Staaten. Im 19. Jahrhundert etablierte sich der Begriff als amerikanischer Vorname.

### Alternative Theorien zur Herkunft
Eine Theorie besagt, dass der Name auf die Amerrisque Mountains in Nicaragua zurückzuführen ist. Diese enthielten wertvolle Goldressourcen und es wird angenommen, dass sie von Vespucci und Kolumbus erkundet wurden.
Der Begriff könnte zudem auf Richard Amerike (oder Ameryk) zurückgeführt werden. Er war der Haupteigentümer des Schiffes, welches von John Cabot im Jahr 1497 zur Erkundung Nordamerikas genutzt wurde. Einige Gelehrte nehmen an, dass Waldseemüllers Werk auf einer Karte von John Cabot basiert und dieser den Kontinent nach Amerike benannt hat.

## Bekannte Namensträgerinnen
- America Ferrera (* 1984), US-amerikanische Schauspielerin
- America Olivo (* 1978), US-amerikanische Schauspielerin und Musikerin
- America Young (* 1984), US-amerikanische Schauspielerin, Synchronsprecherin, Regisseurin, Stuntfrau und -koordinatorin